# Symbiobacteriaceae
Famille
La famille des Symbiobacteriaceae est une famille contenant le genre de bactéries thermophiles à Gram-négatif Symbiobacterium dont la caractéristique principale est de ne croître qu'en co-culture avec d'autres bactéries. Cette famille fait partie de l'ordre Eubacteriales du phylum Bacillota.

## Historique
La famille Symbiobacteriaceae a été décrite en 2014 à la suite de la description de trois nouvelles espèces de Symbiobacterium, les espèces S. turbinis, S. ostreiconchae et S. terraclitae. Ces espèces s'ajoutent à Symbiobacterium thermophilum décrite comme un nouveau taxon en 2000.

## Taxonomie
Le nom correct complet (avec auteur) de ce taxon est Symbiobacteriaceae Shiratori-Takano et al. 2014.

### Étymologie
L'étymologie du nom du genre Symbiobacteriaceae est la suivante : Sym.bi’o.bac.te.ri.a’ce.ae. N.L. neut. n. Symbiobacterium, genre type de la famille; L. fem. pl. n. suff. -aceae, suffixe pour définir une famille; N.L. fem. pl. n. Symbiobacteriaceae, la famille des Symbiobacterium.

### Phylogénie
Les Symbiobacteriaceae sont des bactéries à Gram négatif de l'ordre Eubacteriales incluses dans la classe Clostridia du phylum Bacillota.

## Liste des genres
Selon LPSN (9 juin 2025), la famille des Symbiobacteriaceae comprend au moins un genre publié de manière valide :
- Symbiobacterium Ohno et al. 2000[2],[3]